# فرانسیسکو انتونز
فرانسیسکو انتونز (انگلیسی: Francisco Antúnez; ۱ نوامبر ۱۹۲۲ – ۱۶ اوت ۱۹۹۴) بازیکن فوتبال اهل اسپانیا بود.
از باشگاه‌هایی که در آن بازی کرده‌است می‌توان به باشگاه فوتبال خرز، باشگاه فوتبال رئال بتیس، باشگاه فوتبال مالاگا، و باشگاه فوتبال سویا اشاره کرد.
وی همچنین در تیم ملی فوتبال اسپانیا بازی کرده‌است.